# Eisensand

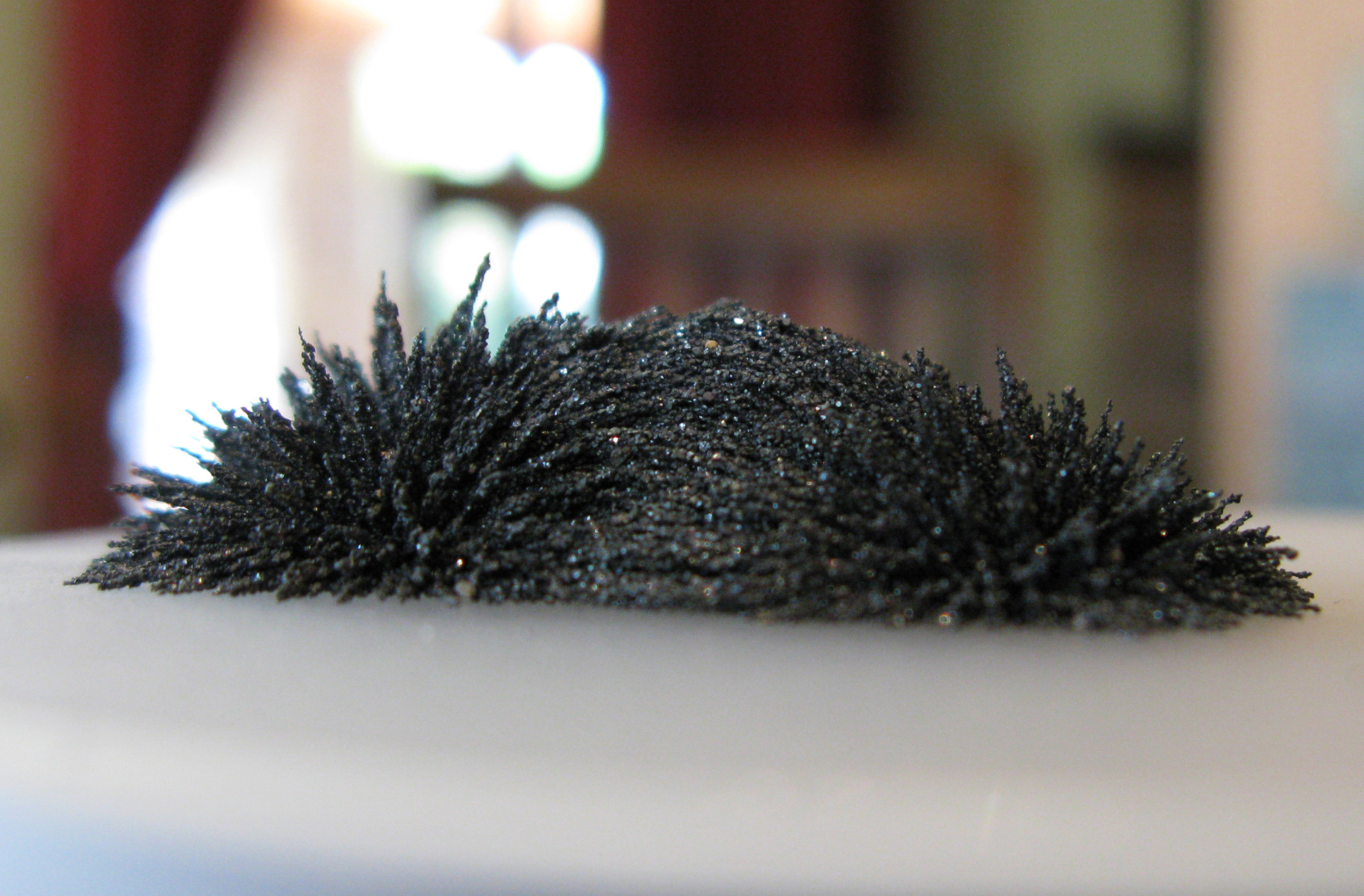
Eisensand unter Einfluss eines Stabmagneten

Eisensand bezeichnet umgangssprachlich einen mit Schwermineralen angereicherten Sand, der einen hohen Anteil an Eisenmineralen aufweist.

## Beschreibung
Die Farbe des Sandes ist dunkelgrau oder schwärzlich. Dadurch heizt er sich unter Sonneneinstrahlung stark auf, sodass ein Hautkontakt unter Umständen zu Verbrennungen führen kann. Das im Sand vorherrschende Eisenmineral ist Magnetit Fe3O4, wobei der reine Eisenanteil je nach Fundort und Qualität zwischen 54 % und 60 % liegen kann. Zusätzlich können auch noch andere Mineralverbindungen vorhanden sein, wie z. B. Titan(IV)-oxid TiO2, Vanadium(III)-oxid V2O3, Magnesiumoxid und weitere.
So haben als Beispiel Eisensande von Taharoa, Neuseeland in ihrer konzentrierten Form einen Eisenanteil von Fe 56,8 %, bei gleichzeitigem Anteil von 7,7 % TIO2 und 0,45 % V2O3  . Eisensand, der über eine Firma in Auckland gehandelt wird und dessen Herkunft nicht näher erläutert wird, hat folgende chemische Zusammensetzung:
- Körnung = 75–150 Mikrometer
- Eisen(III)-oxid, Fe2O3 – 79,5 %
- Aluminiumoxid, Al2O3 – 3,9 %
- Magnesiumoxid, – 3,3 %
- Siliciumdioxid, – 3,1 %
- Calciumoxid, – 1,1 %

und weitere.
Obwohl Ilmenit FeTiO3 oder Chromit FeCr2O4 auch Eisen enthält und in Form von Sand in Küstenbereichen zu finden ist, werden diese Minerale in ihrer Ablagerungsform als Schwermineralsande oder kurz Mineralsande bezeichnet.

## Entstehung
Eisen ist nach Aluminium das häufigste Metall in der Erdkruste. Durch vulkanische Aktivität kann es aus den tieferen Bereichen der Kruste oder aus dem oberen Mantel in relativ großen Mengen an die Erdoberfläche transportiert werden, wo es in Form von Eisenmineralen Bestandteil des Lavagesteins wird. An verschiedenen Stellen der Erde sind so vor vielen Millionen Jahren Gebiete mit eisenhaltigem Gestein entstanden, anschließend über lange Zeiträume erodiert und zerkleinertes Gesteinsmaterial davon von den Flüssen in Richtung Meer getragen worden. Die kleinen aber schweren Steine oder Körner lagerten sich im Mündungsbereich der Flüsse ab, wurden durch Wind, Wellen und Gezeiten an den Küsten verteilt und auf Grund ihres größeren spezifischen Gewichtes, als des normalen Sandes, konzentriert abgelagert. So entstanden Meeresböden, Strände und teilweise Dünen, die heute über große Mengen an ausbeutungsfähigen Eisensanden verfügen.

## Wortherkunft und Verwendung
Ursprünglich wurde der Begriff Eisensand im deutschsprachigen Raum auch in der geologischen Fachsprache verwendet, wie u. a. Aufzeichnungen und Berichte von Ferdinand von Hochstetters Teilnahme an der Novara-Expedition belegen. Wann genau und von wem der Begriff erstmals verwendet wurde, ist nicht bekannt. Es ist aber anzunehmen, dass Eisensand als Bezeichnung für eisenhaltige Sande spätestens im 18. Jahrhundert verwendet wurde. In seinem 1868 erschienenen Werk A System of Mineralogy – Descriptive Mineralogy, verwendet James Dwight Dana, den Begriff Eisensand im Zusammenhang mit Menaccanit und verweist dabei auf Literatur aus dem Jahre 1791, jeweils von William McGregor und Lorenz Florenz Friedrich von Crell. In der heutigen Fachliteratur ist der Begriff jedoch nicht mehr zu finden.
Ironsand, oder auch iron sand geschrieben, wird in der englischsprachigen geologischen Fachliteratur nicht sehr häufig verwendet, ist jedoch in seinen unterschiedlichen Schreibweisen zuweilen anzutreffen. Vor allem aber in der traditionell-industriellen Literatur findet man den Begriff häufig wieder. Auch Begriffe wie titanomagnetite ironsand und mineral sand, oder im deutschsprachigen Bereich „Magneteisensand“ können nachgewiesen werden.
Eisensand (jap. satetsu) dient u. a. als Rohstoff für die Gewinnung von Tamahagane, einer Stahlsorte, die traditionell in Japan zum Schmieden von beispielsweise Schwertklingen, genutzt wurde.

## Vorkommen
Eisensand kommt fast überall auf der Welt vor. Doch wirtschaftlich bedeutsame und abbaubare Mengen findet man nur in Chile, Guatemala, Indonesien, Kanada, Japan und Neuseeland, wobei in den letzten drei genannten Ländern vermutlich der Welt größte Vorkommen an Eisensand zu verzeichnen sind.